# Adriano Lombardi
Adriano Lombardi, surnommé Il rosso di Ponsacco (né le 7 août 1945 à Ponsacco, dans la province de Pise, en Toscane et mort le 20 novembre 2007 à Mercogliano près d'Avellino) était un footballeur et entraîneur italien. 

## Biographie
Ce milieu de terrain a passé l'essentiel de sa carrière à l'Avellino
Sa carrière d'entraîneur commence en 1985 dans l'équipe du Derthona. 
Gravement malade, Lombardi termine sa carrière en 2001.
Il est mort de la maladie de Charcot ou sclérose latérale amyotrophique en 2007.  
L'Avellino a annoncé que le numéro 10 ne sera jamais plus utilisé en mémoire de Adriano Lombardi

## Carrière de joueur
- 1965/1966 Fiorentina  Italie A -
- Novembre 1965/1966 Cesena  Italie C 11 1
- 1966/1967 Empoli  Italie C 25 3
- 1967/1968 Lecco  Italie B 4 -
- 1968/1969 Lecco  Italie B 1 -
- Novembre 1968/1969 Piacenza  Italie C 13 3
- 1969/1970 Lecco  Italie C 37 7
- 1970/1971 Lecco  Italie C 37 6
- 1971/1972 Rovereto  ItalieC  7 3
- Nov.1971/1972 Como  Italie B 27 2
- 1972/1973 Perugia  Italie B 34 -
- 1973/1974 Perugia  Italie B 37 4
- 1974/1975 Como  Italie B 17 1
- 1975/1976 Como  Italie A - -
- Oct.1975/1976 Avellino  Italie B 30 1
- 1976/1977 Avellino  Italie B 36 3
- 1977/1978 Avellino  Italie B 31 9
- 1978/1979 Avellino  Italie A 24 -
- 1979/1980 Como  Italie B 35 -
- 1980/1981 Como  Italie A 25 2
- 1981/1982 Como  Italie A 28 1
- 1982/1983 Chiasso  Suisse A 28 3

## Carrière d'entraîneur
- 1985-86 Derthona  Italie C2-A
- 1986-87 Pontedera Italie C2-A
- 1987-88 Siena Italie C2-A
- 1988-89 Chiasso  Suisse B
- 1989-90 Avellino  ItalieB
- 1990-91 Casertana  Italie C1-B
- 1991-92 Casertana  Italie B
- 1992-93 Avellino  Italie C1-B
- 1993-94 Giarre  Italie C1-B
- 1993-94 Empoli  Italie C1-A
- 1994-95 Rimini  Italie C2-B
- 1995-96 Benevento  Italie C2-C
- 1996-97 Triestina Italie C2-B
- 1997-98 Avellino  Italie C1-B
- 1998-99 Casertana   Italie dilett,
- 1999-00 Turris  Italie C2-C
- 2000-01 Turris  Italie C2-C